# 徘徊
| ウィキペディアには「徘徊」という見出しの百科事典記事はありません（タイトルに「徘徊」を含むページの一覧/「徘徊」で始まるページの一覧）。 代わりにウィクショナリーのページ「徘徊」が役に立つかもしれません。 |